# Saský voláč
Saský voláč je plemeno holuba domácího, vyšlechtěné k okrasnému chovu. Je to středně velký, štíhlý holub s velkým hruškovitým voletem a dlouhýma, bohatě rousnýma nohama. Trvalé nafouknutí volete jej řadí mezi voláče, v seznamu plemen EE je zapsán pod číslem 0316. Je chován především v Německu.
Je to středně velký, štíhlý voláč se vzpřímeně drženým tělem. Má společné předky s brněnským voláčem. Hlava je úzká, s dlouhým a slabým zobákem. Krk musí být co nejdelší, aby vznikl prostor pro velké hruškovité vole, které je u hrudi zřetelně podvázané, aniž by však byla patrná hrudní kost. Záda i hřbet jsou úzké a společně s ocasem tvoří nazad se svažující přímku. Ocas je krátký a nesmí se dotýkat země, křídla jsou dlouhá a úzká a jejich konce se mohou nad ocasem nepatrně křížit. Nohy jsou velmi dlouhé, s vystouplými bérci obrostlé hustými talířovitými rousy a dlouhými supími pery.
Na barvu opeření se neklade přílišný důraz. Uznanými rázy je bílý, celobarevný černý, plnobarevně červený a žlutý, modrý bezpruhý, pruhový a kapratý, šedohnědý (dun) kapratý. Dále se chovají saští voláči bělopruzí v těchto barvách a bělopruzí ve žlutě plavé barvě.